# Xã Highland, Quận Oakland, Michigan
Xã Highland (tiếng Anh: Highland Township) là một xã thuộc quận Oakland, tiểu bang Michigan, Hoa Kỳ. Năm 2010, dân số của xã này là 19.202 người.